# 阿拉伯-维达人种
阿拉伯-维达人种（英語：Arabian-Veddoid），是阿拉伯人种与维达人种的古老混合类型。阿拉伯半岛和伊朗南部的部分人种类型，通常严重混合。分布于阿曼南部的迈赫拉人，也门的哈德拉毛和周围地区，苏萨的伊朗人、莫克兰和索科特拉人。也分布于美索不达米亚甚至努比亚。此类型可能与原始阿拉伯人以及印度的达罗毗荼人有关。

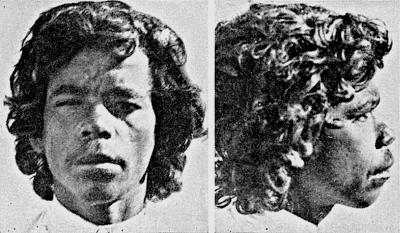
阿拉伯半岛南部的阿拉伯人，阿拉伯-维达人种

## 体质特征
深棕色皮肤、卷曲黑发、身材较矮、躯干长、胖型或瘦长体型、中短头颅型、窄头、高头型颅骨、中等狭长的鼻子或低鼻子、眼窝深陷、胡须浓密和轻微的下颚骨前突。

## 种族理论
阿拉伯-维达人种被认为与印度南部与锡兰的维达部落有亲缘关系，同时与远至澳大利亚的澳大利亚原住民有着密切的联系。在阿拉伯半岛南部目前的居民中，维达人种血统被发现有着不同程度的稀释状况（融合或混杂于其他民族之间）。
从阿拉伯半岛最东端直到波斯湾，在伊朗本土上，是伊朗莫克兰的西部边界，该领土被西俾路支人的一部分占据。这些地区被印度人的入侵所隔开，他们说梵语的衍生语言，来自东俾路支人和布拉灰人，他们的语言与达罗毗荼语有关。尽管俾路支人讲印欧语系的伊朗语支，如波斯人、阿富汗人和帕坦人，但他们的人种关系部分存在于其他地方。对于布拉灰人来说，他们似乎是哈德拉毛孤立的维达类型之间混合的结果，以及他们的语言亲戚所属的伊朗-阿富汗人种。大多数卑路支斯坦人和布拉灰人与轮廓分明类型的哈德拉毛人之间的区别仅仅是阿拉伯南部的纤细型地中海类型与伊朗-阿富汗人种之间的区别。